# Ewelina Tokarczyk
Ewelina Tokarczyk, född 7 oktober 1977 i Polen, är en svensk pr-konsult på Prime och socialdemokratisk politiker. 
Tokarczyk föddes i Polen och kom som fyraåring till Göteborg. Hon valdes in i Göteborgs kommunfullmäktige för socialdemokraterna 2002, men medverkade bara vid två sammanträden innan hon blev Sveriges yngsta kommunalråd. Tokarczyk har en pol. mag. i offentlig administration kompletterad med internationella relationer, filosofi och svenska.
Sedan 2007 är hon verksam som rådgivare och lobbyist på pr-företaget Prime. Hon är bland annat projektansvarig för pr-byråns verksamhet och dagliga mingel under Almedalsveckan, vilket gör henne till en av veckans mest inflytelserika personer. Efter valet 2010 avslöjade Aftonbladet Tokarczyks inblandning i Svenskt Näringslivs plan att med hjälp av Prime vrida Socialdemokraterna högerut.